# Седлиска (Замойский повет)
Седлиска (пол. Siedliska) — деревня в Замойском повете Люблинского воеводства Польши. Входит в состав гмины Замость. Находится примерно в 7 км к западу от центра города Замосць. По данным переписи 2011 года, в деревне проживало 629 человек.
В 1975—1998 годах деревня входила в состав Замойского воеводства.

## Население
Демографическая структура по состоянию на 31 марта 2011 года:
|         | Всего | До трудоспособного возраста | Трудоспособного возраста | Старше трудоспособного возраста |
| ------- | ----- | --------------------------- | ------------------------ | ------------------------------- |
| Мужчины | 314   | 64                          | 218                      | 32                              |
| Женщины | 315   | 51                          | 184                      | 80                              |
| Всего   | 629   | 115                         | 402                      | 112                             |